# Afracantha camerunensis
Genre
Espèce
Synonymes
- Gasteracantha brevispina camerunensis Thorell, 1899
- Gasteracantha batesi Pocock, 1900

Afracantha camerunensis, unique représentant du genre Afracantha, est une espèce d'araignées aranéomorphes de la famille des Araneidae.

## Distribution
Cette espèce se rencontre au Cameroun, au Congo-Kinshasa, en Zambie, au Botswana, en Afrique du Sud, et en Eswatini.
Elle aurait été observée une fois au Venezuela mais Levi suppose une erreur d'étiquetage.

## Description
La femelle décrite par Levi en 1996 mesure 9,0 mm.

## Systématique et taxinomie
Cette espèce a été décrite sous le protonyme Gasteracantha brevispina camerunensis par Thorell en 1899. Elle est élevée au rang d'espèce et placée dans le genre Isoxya par Benoit en 1962 puis placée dans le genre Afracantha par Emerit en 1974.
Gasteracantha batesi a été placée en synonymie par Benoit en 1962.
Ce genre a été décrit par Dahl en 1914 comme un sous-genre de Gasteracantha.Il est élevé au rang de genre par Emerit en 1974.

## Étymologie
Son nom d'espèce, composé de camerun et du suffixe latin -ensis, « qui vit dans, qui habite », lui a été donné en référence au lieu de sa découverte, le Cameroun.

## Publications originales
- Thorell, 1899 : « Araneae Camerunenses (Africae occidentalis) quas anno 1891 collegerunt Cel. Dr Y. Sjöstedt aliique. » Bihang till Kongliga Svenska Vetenskaps-Academiens Handlingar, vol. 25, no 1, p. 1-105.
- Dahl, 1914 : « Die Gasteracanthen des Berliner Zoologischen Museums und deren geographische Verbreitung. » Mitteilungen aus dem Zoologischen Museum in Berlin, vol. 7, p. 235-301 (texte intégral).